# Claro Que Si
Albums de Yello
Solid Pleasure
(1980) You Gotta Say Yes to Another Excess
(1983)
Claro Que Si est le deuxième album studio du groupe de musique électronique suisse Yello. Il est sorti en 1981 avant d'être réédité en 2005 avec plusieurs pistes supplémentaires dans le cadre du projet Yello Remaster Serie. Le titre de l'album est en espagnol et signifie littéralement "C'est évident/Bien sûr".

## Pistes de l'album
| 1.    | Daily Disco         | 4:30 |
| 2.    | No More Roger       | 3:15 |
| 3.    | Take It All         | 1:40 |
| 4.    | The Evening's Young | 5:01 |
| 5.    | She's Got A Gun     | 3:40 |
| 6.    | Ballet Mecanique    | 3:39 |
| 7.    | Cuad El Habib       | 3:20 |
| 8.    | The Lorry           | 3:30 |
| 9.    | Homer Hossa         | 5:12 |
| 10.   | Pinball Cha Cha     | 3:37 |
| 37:54 |                     |      |

### Version remasterisée de 2005
Claro Que Si fut remasterisé et réédité avec les pistes supplémentaires suivantes :
| No  | Titre | Durée |
| --- | --- | ----- |
| 11. | Tub Dub (Tiré de l'album de remix The New Mix in One Go (1986))                                                   | 1:45  |
| 12. | She's Got a Gun (Version live enregistrée au Palladium en 1985, présente sur la face-B du single Goldrush (1986)) | 4:01  |
| 13. | Daily Disco (Tiré de l'album de remix The New Mix in One Go (1986))                                               | 4:05  |
| 14. | Evening's Young (Tiré de l'album de remix The New Mix in One Go (1986))                                           | 3:10  |
| 15. | Pinball Cha Cha (Remix présent à l'origine sur l'édition 33 tours anglaise)                                       | 5:22  |
| 16. | Desire for Desire (Face-B du 33 tours allemand de You Gotta Say Yes to Another Excess (1983))                     | 3:12  |

Ces six pistes n'étaient plus/pas disponibles sur CD avant cette réédition.

## Source
- (en) Cet article est partiellement ou en totalité issu de l’article de Wikipédia en anglais intitulé « Claro Que Si » (voir la liste des auteurs).